# Nuevas puntualizaciones sobre las neuropsicosis de defensa
Nuevas puntualizaciones sobre las neuropsicosis de defensa, en alemán «Weitere Bemerkungen über die Abwehr-Neuropsychosen», es una obra de Sigmund Freud del año 1896.
La obra se encuentra en el tomo III de las Obras completas de Sigmund Freud.

## Contenido
En este ensayo, Freud investiga y analiza las neuropsicosis de defensa, un grupo de trastornos mentales que se caracterizan por la aparición de síntomas físicos sin una causa orgánica subyacente clara. Freud propone que estos trastornos se deben a la represión de impulsos y deseos inconscientes que generan conflicto interno en el individuo. Según su teoría psicoanalítica, el inconsciente almacena pensamientos y emociones reprimidos que no pueden ser aceptados conscientemente debido a su naturaleza inaceptable o perturbadora.
Las neuropsicosis de defensa son consideradas como mecanismos de defensa utilizados por la mente para protegerse de la angustia generada por estos contenidos inconscientes. Freud identifica tres formas principales de neuropsicosis de defensa: la histeria de conversión, la neurosis obsesiva y la paranoia.
En la histeria de conversión, el conflicto interno se manifiesta a través de síntomas físicos, como parálisis, ceguera o temblores, sin una causa orgánica evidente. Freud sostiene que estos síntomas son una forma de expresión simbólica de deseos y conflictos inconscientes.
En la neurosis obsesiva, el individuo experimenta pensamientos y acciones repetitivas y compulsivas que buscan controlar la ansiedad generada por pensamientos inaceptables o impulsos inconfesables. Estos pensamientos obsesivos y rituales compulsivos son considerados como una forma de defensa contra la angustia.
La paranoia se caracteriza por un conjunto de creencias delirantes y la tendencia a interpretar de manera distorsionada la realidad externa, generalmente atribuyendo intenciones maliciosas a otras personas, que surge como resultado de un conflicto interno en el que el individuo proyecta sus propios deseos, impulsos o emociones inaceptables hacia otras personas. Estas proyecciones defensivas permiten al individuo mantener una imagen de sí mismo idealizada y evitar confrontar directamente sus propios conflictos internos.